# Sante Vallar
 (octobre 2021).
Sante Vallar (né le 27 octobre 1893 à Tramonti di Sopra et mort le 15 août 1951 à Tours) est un mosaïste français d'origine italienne. Il est actif entre 1923 et 1951 en Indre-et-Loire et plus particulièrement à Tours.

## Biographie

### Enfance, apprentissage et Première Guerre
Sante Vallar est né le 27 octobre 1893 à Tramonti di Sopra, une localité des Préalpes carniques, en province italienne de Pordenone, dans la région autonome du Frioul-Vénétie Julienne. Il est le 5e d’une fratrie de sept enfants. Ses parents Joseph et Marie (née Faïon) s’installèrent à Solimbergo, hameau de la commune de Sequals, après la naissance de Sante. Deux de ses frères, Antoine et Olvino, sont devenus mosaïstes comme lui. Tous les trois sont mentionnés dans l’ouvrage réalisé par la ville de Sequals.
En 1906, à l'âge de 13 ans, Sante Vallar passe la frontière pour être embauché dans une entreprise de mosaïque autrichienne. Il y apprend les rudiments du métier.
En 1907, en compagnie d'ouvriers mosaïstes, il prend la route de la France. Il travaille à Nevers chez Pietro Favret. Jusqu’en 1915, il participe à de nombreux chantiers de ce mosaïste. L'un des derniers sera le revêtement de la gare du funiculaire du Mont-Blanc. Arrive alors la Première Guerre mondiale. Sante Vallar se porte volontaire pour défendre son pays et sa région. Il est mobilisé sur le front italien jusqu'en 1918.
À l'issue de la guerre, Sante revient en France et s'associe avec Giuseppe Pellarin, mosaïste comme lui, originaire de Sequals. Ils s'installent à Montereau-Fault-Yonne, en Seine-et-Marne. C'est à Montereau qu'il rencontre Henriette Brouard. Ils se marient le 7 juillet 1923.

### Tours, première réalisations et l'entreprise
En 1923, son travail l'amène à Tours pour réaliser les sols d'une maison close, « l'Étoile Bleue », située au 15 rue du Champ-de-Mars,,[réf. à confirmer]. Il n'est pas encore marié à Henriette et, pour ne pas froisser sa future belle-mère, très croyante, il dit dans ses lettres « travailler pour les bonnes sœurs ».
La ville lui plaît. Il décide de s'y installer et y crée son entreprise au 53 rue Chalmel. En 1928, avec les architectes Gaston et Pierre Labadie, Sante Vallar lance les études nécessaires à la construction de sa maison, du magasin et de l'atelier-dépôt au 26, rue Febvotte à Tours. Ces plans sont archivés aux archives départementales d’Indre-et-Loire. En octobre 2018, la ville de Tours décide que la place située rue Henri-Martin à l’angle de la rue du Chemin de Fer portera son nom ,.
En 1933, une fois la construction achevée, toute la famille emménage dans cette maison. Elle sera également le siège de l'entreprise. Au fond de la cour, un escalier mène à l'atelier où sont réalisés les carrelages et mosaïques. Son frère Olvino (1901-1937) travaille quelques années dans l’entreprise. Sante Vallar avait le projet de le voir créer une entreprise de monuments funéraires, mais la maladie d’Olvino et son décès prématuré empêchent le projet de se réaliser. L'entreprise devient membre de l'Union nationale des entrepreneurs céramistes du bâtiment.
Le 29 septembre 1938, il est naturalisé français.

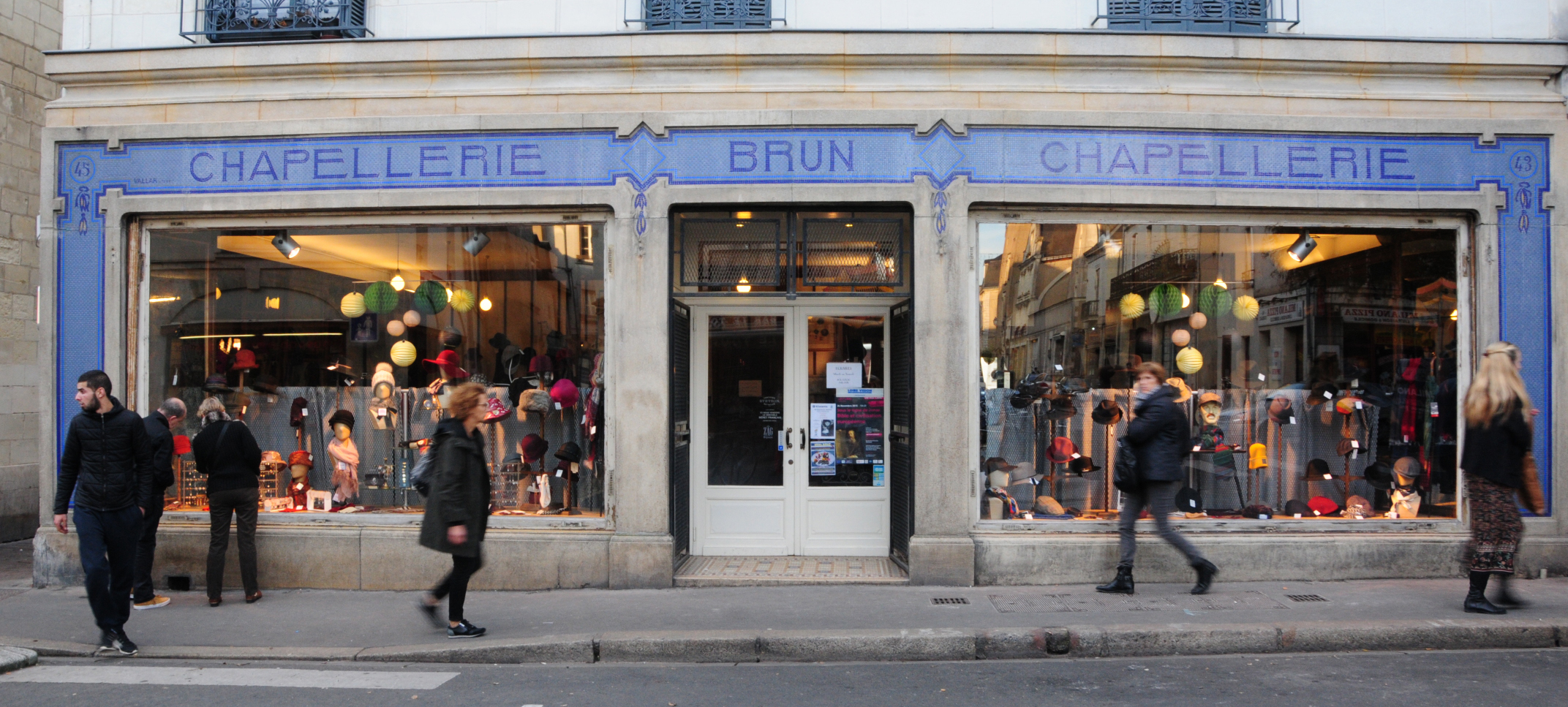
La devanture de la chapellerie Brun à Tours en 2015.

### Mort

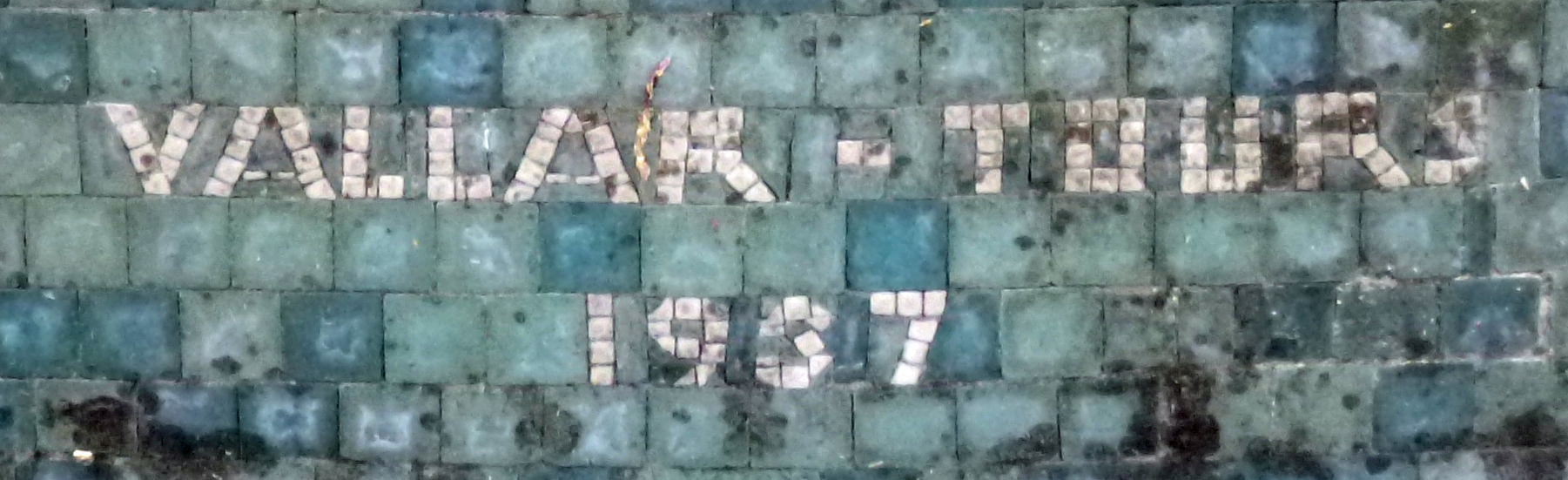
Signature de Vallar sur le bassin du CHRU de Tours.

Atteint d'un cancer des poumons, et après un séjour de 3 mois à l'Institut Gustave Roussy à Villejuif, il décède le 15 août 1951.

#### Réalisations visibles
(certaines sont répertoriées dans le document focus Art Déco édité par la Ville de Tours)
- 1923 : maison close « L'Étoile Bleue » (actuellement siège de la Jeune chambre économique de Tours), 15 rue du Champ-de-Mars, Tours : sols du bar et de la salle du curé, façade[3],[9] ,[10][réf. à confirmer],[11];
- 1925 : socle du monument commémoratif Eugène Hilarion[5][réf. à confirmer], sculpture réalisée par Georges Delpérier à Saint-Christophe-sur-le-Nais (Indre-et-Loire) ;
- 1926 : réfection des mosaïques du tombeau de saint Martin, basilique Saint-Martin de Tours[5][réf. à confirmer] ;
- 1937 : bassin du CHRU Bretonneau, boulevard Tonnellé, Tours[5][réf. à confirmer] ;
- maison close « le Petit Soleil » : vestige visible rue de la Monnaie, Tours[3] ;
- Pharmacie Charlemagne, rue des Halles, Tours : mosaïque située à l’entrée ;
- Chapellerie Brun, 43 place du Grand-Marché, Tours[3],[12],[13] ;
- Ateliers Bertault, 76 rue de la Californie, Tours[5][réf. à confirmer] ;
- Fleuriste (actuellement Dominique Beauchesne), 8 rue Georges-Courteline, Tours[13] ;
- Fontaine créée pour un fleuriste, rue Victor Hugo, Tours[14] ;
- Maisons d’habitation Tours : sol intérieur 16 rue Victor-Hugo, extérieur 26 rue Febvotte et 124 boulevard Béranger[13] ;
- Tombes du cimetière Lassalle, tombe « rouge » notamment ;
- Façade du bureau de Poste de Semblançay (Indre-et-Loire)[15][réf. à confirmer],[5][réf. à confirmer] ;
- mosaïque du balcon de l'ancien sanatorium de Bel Air, La Membrolle-sur-Choisille (Indre-et-Loire)[5][réf. à confirmer] ;
- Devanture de magasin d’électricien 106 avenue de Grammont, Tours.

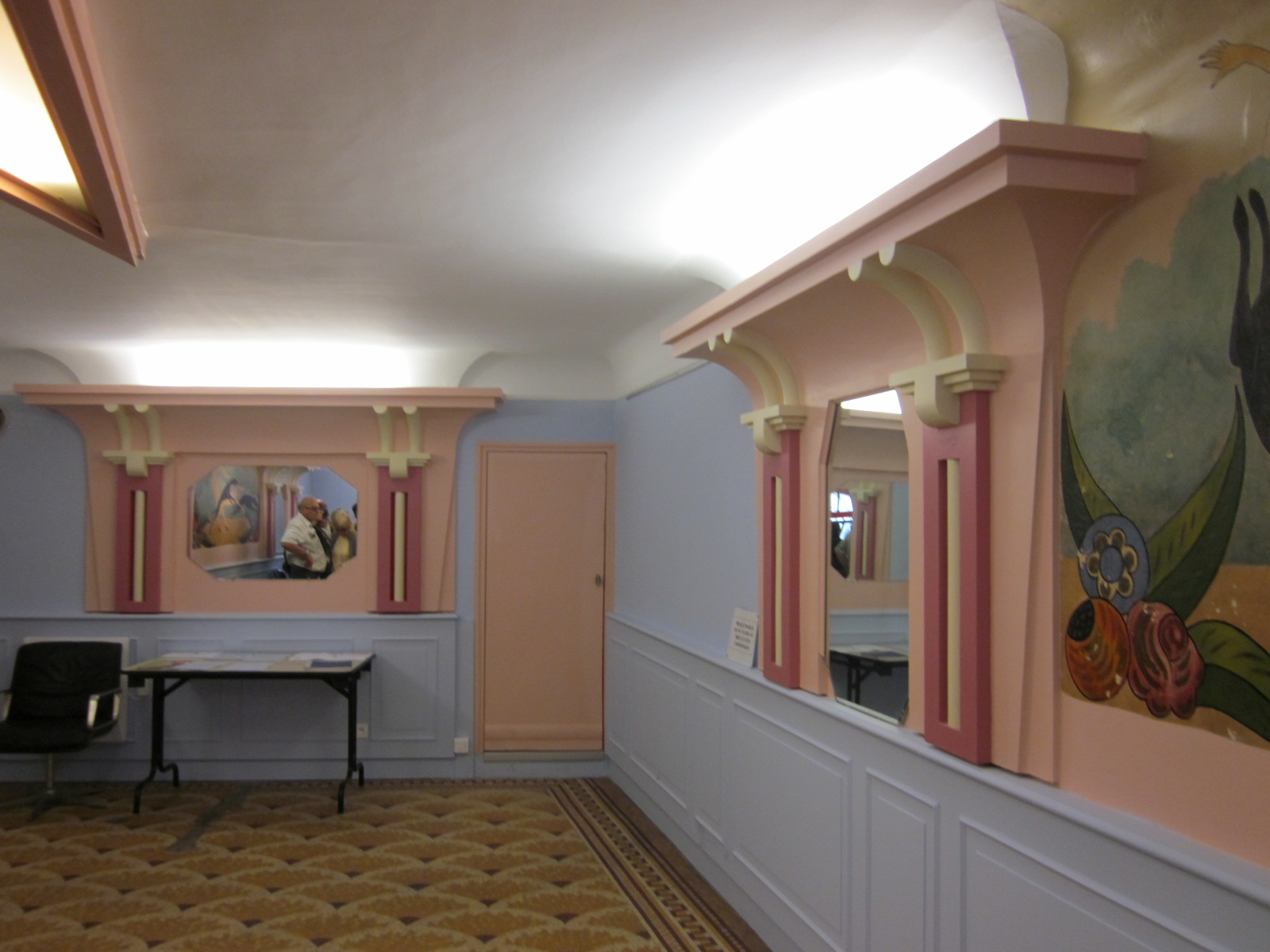
Maison close « L'Étoile Bleue » (1923)
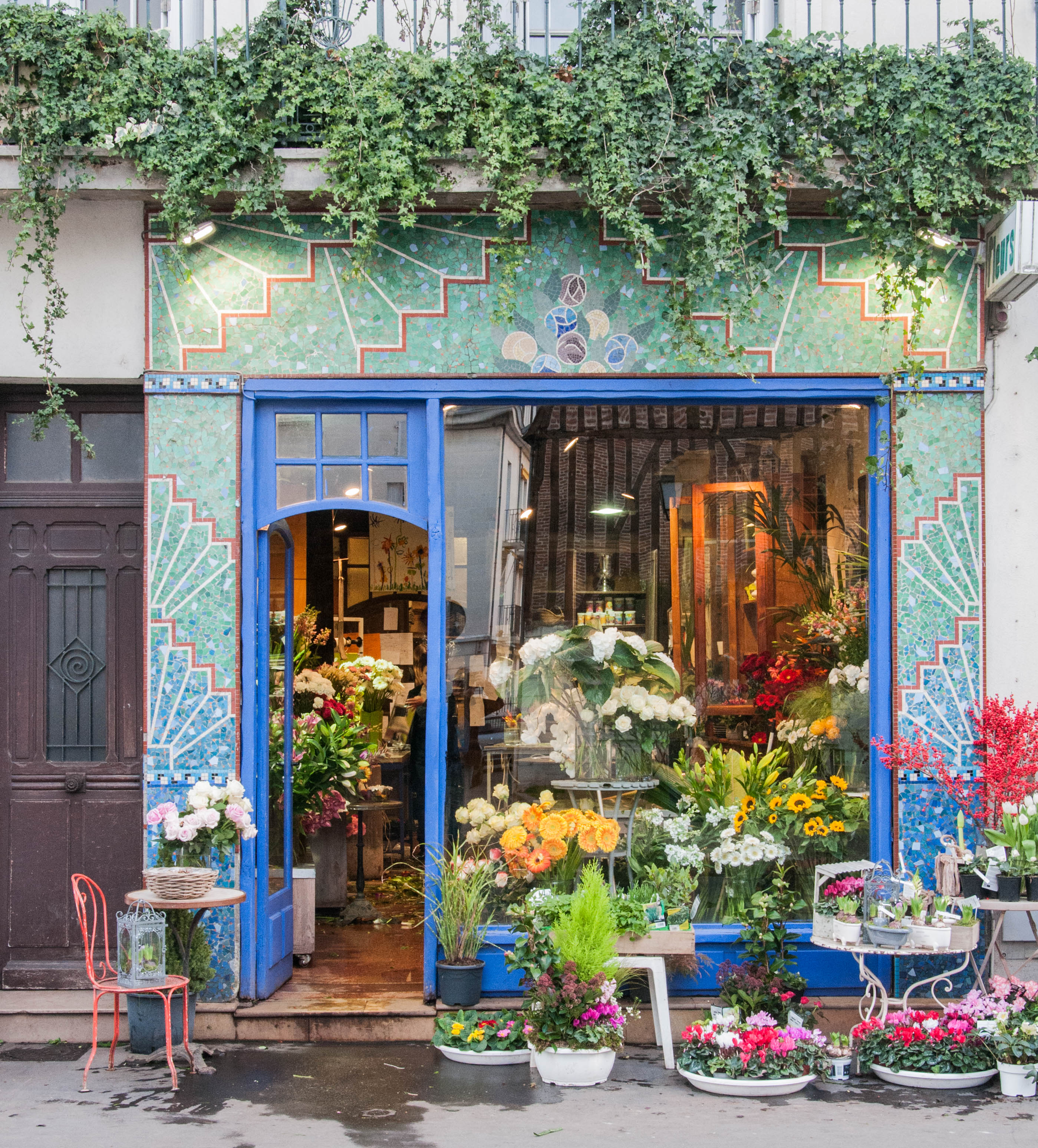
Fleuriste, 8 rue Georges-Courteline, Tours.
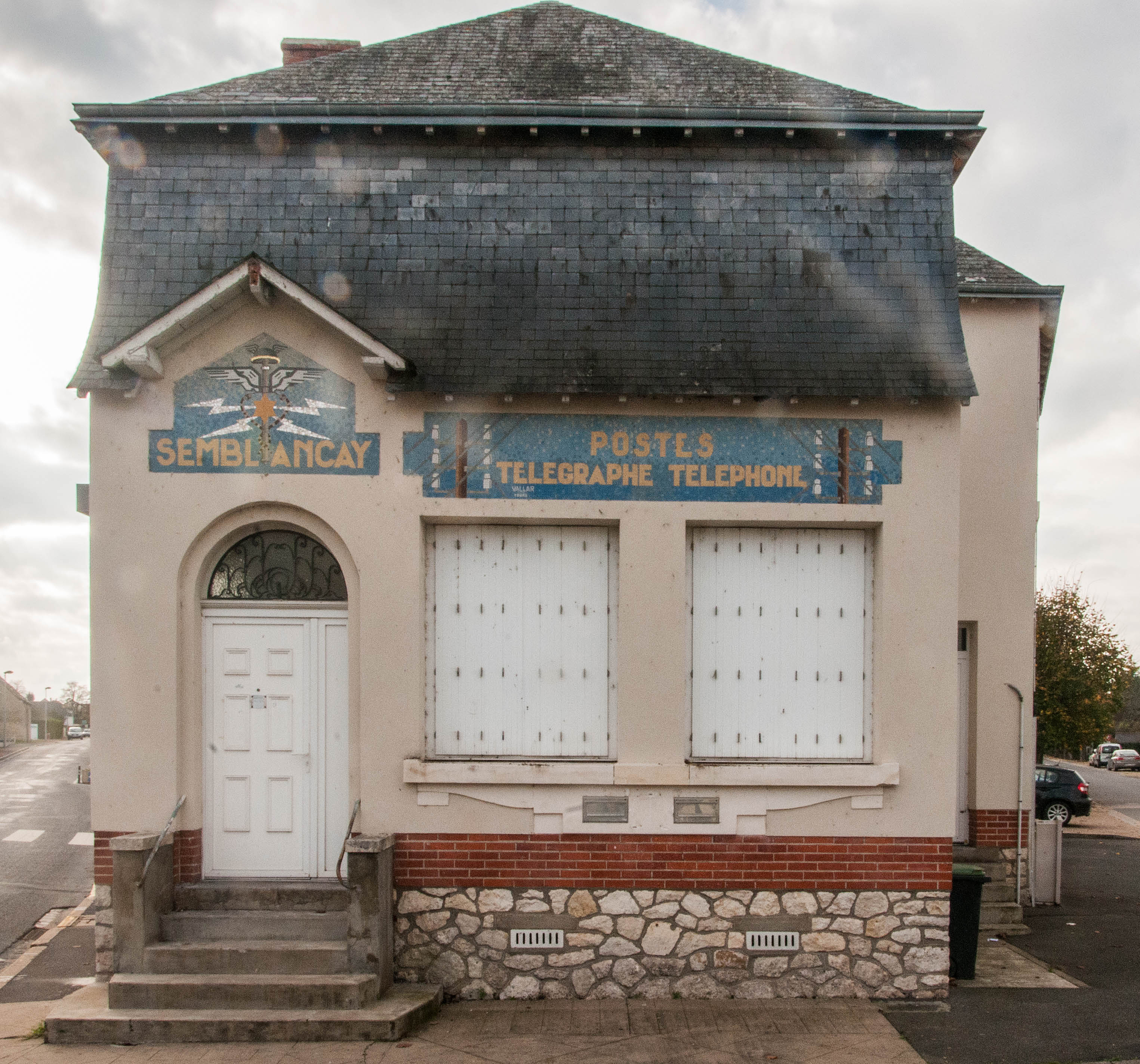
Bureau de Poste de Semblançay.
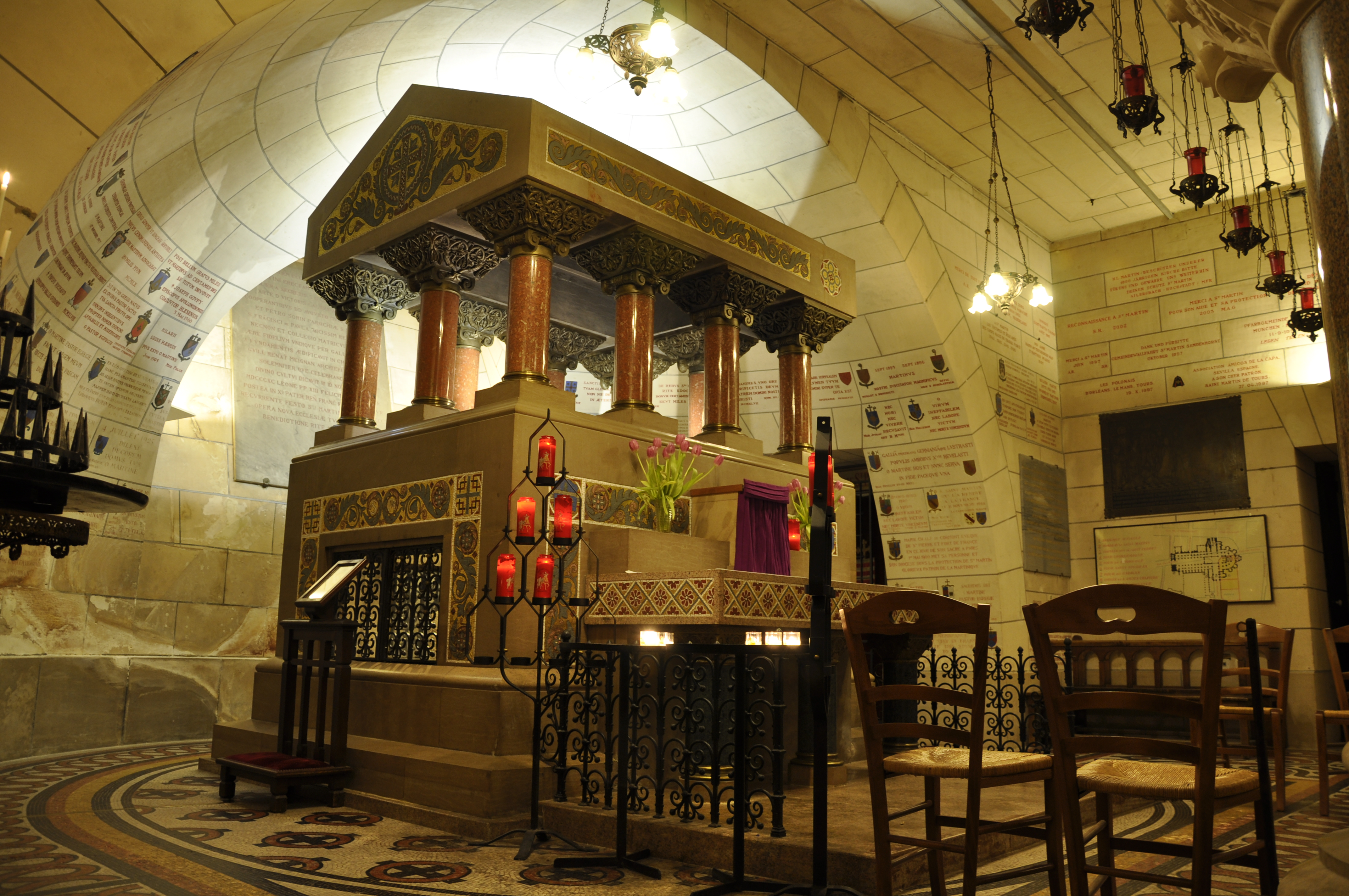
Tombeau de saint Martin, basilique Saint-Martin de Tours, en France : réfection des mosaïques, 1926.
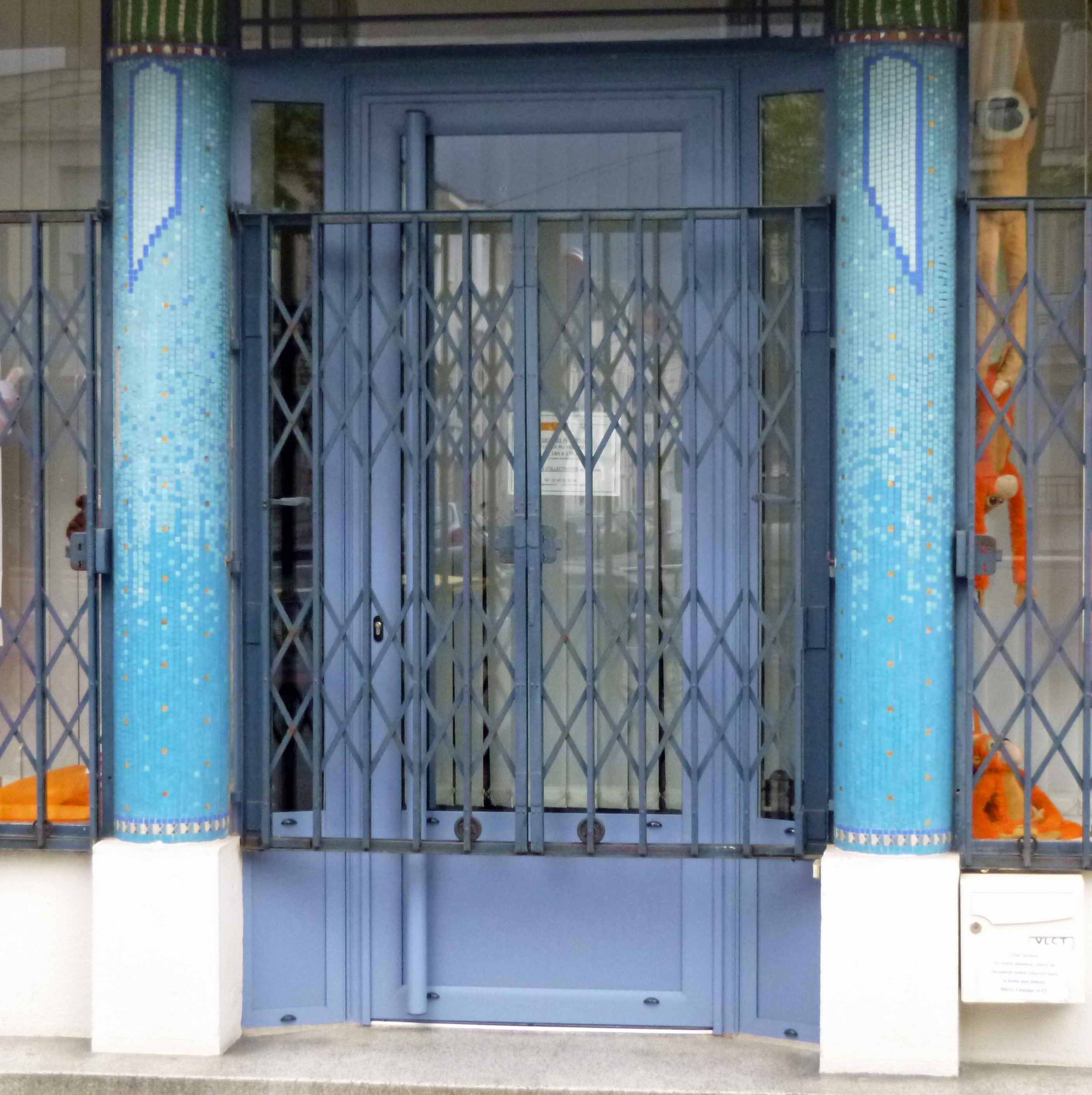
Devanture de magasin d’électricien 106 avenue de Grammont, Tours.

### Réalisations disparues
- Maison close Le Singe vert, Tours[5][réf. à confirmer]
- Sol de la poste, boulevard Béranger, Tours
- Restaurant « Au Coq Hardi », Tours
- 1924 : bassin du Jardin des Prébendes d’Oé Tours (monument commémoratif à Pierre de Ronsard réalisé par Georges Delpérier)
- socle du buste en bronze d'Eugène Hillarion (fondu sous le régime de Vichy) à Saint-Christophe-sur-le-Nais [16],[17]